# Wielewo (Braniewo)
Wielewo (deutsch Fehlau) ist ein Ort in der polnischen Woiwodschaft Ermland-Masuren. Es gehört zur Landgemeinde Braniewo (Braunsberg) im Powiat Braniewski (Kreis Braunsberg).

## Geographische Lage
Wielewo liegt im Nordwesten der Woiwodschaft Ermland-Masuren, sieben Kilometer südlich der Kreisstadt Braniewo (Braunsberg).

## Geschichte
Im Jahre 1296 wurde Fehlau erwähnt. Der Ort bestand aus ein paar großen und kleinen Höfen, als er 1874 als Landgemeinde in den neu errichteten Amtsbezirk Schillgehnen (polnisch Szyleny) im ostpreußischen Kreis Braunsberg, Regierungsbezirk Königsberg, eingegliedert wurde.
Im Jahre 1890 wurde das Etablissement Knorr (später: Knorrwald, polnisch Podbórz) im Gutsbezirk Födersdorf, Forst, (polnisch Piórkowo) in die Landgemeinde Fehlau umgegliedert. Am 29. Januar 1897 dann wechselte die Landgemeinde Fehlau vom Amtsbezirk Schillgehnen in den Amtsbezirk Tromp (polnisch Trąby). 80 Einwohner zählte Fehlau im Jahre 1910.
Am 5. November 1928 wurde der Amtsbezirk Tromp, zu dem Fehlau noch gehörte, in „Amtsbezirk Tiedmannsdorf“ umbenannt.
Die Einwohnerzahl Fehlaus veränderte sich bis 1933 auf 68 und belief sich 1939 auf 71.
Im Jahre 1945 wurde das gesamte südliche Ostpreußen in Kriegsfolge an Polen abgetreten. Fehlau erhielt die polnische Namensform „Wielewo“ und ist heute eine Ortschaft innerhalb der Gmina Braniewo (Landgemeinde Braunsberg) im Powiat Braniewski (Kreis Braunsberg), von 1975 bis 1998 der Woiwodschaft Elbląg, seither der Woiwodschaft Ermland-Masuren zugehörig.

## Religion
Bis 1991 gehörte Fehlau resp. Wielewo zur römisch-katholischen Basilika St. Katharina in Braniewo im damaligen Bistum Ermland, seit 1991 zur Kirche in Szyleny (Schillgehnen) im jetzigen Erzbistum Ermland. Außerdem war Fehlau bis 1945 in die evangelische Kirche Braunsberg in der Kirchenprovinz Ostpreußen der Kirche der Altpreußischen Union eingepfarrt, ist jetzt aber der Diözese Masuren der Evangelisch-Augsburgischen Kirche in Polen zugeordnet.

## Verkehr
Wielewo liegt an einer Nebenstraße, die die Stadt Braniewo über Zawierz (Zagern) und Pierzchały (Pettelkau) mit Chruściel (Tiedmannsdorf) verbindet. Bemowizna (Böhmenhöfen) ist die nächste Bahnstation. Sie liegt an der in zwei Spuren verlegten Bahnstrecke Malbork–Braniewo.